# Thüringer Landesamt für Landwirtschaft und Ländlichen Raum
Das Thüringer Landesamt für Landwirtschaft und Ländlichen Raum (TLLLR) ist eine obere Landesbehörde mit Zuständigkeiten in der Landwirtschaft, im Gartenbau und im Ländlichen Raum des Freistaates Thüringen.

## Geschichte
Das TLLLR wurde mit Beschluss des Thüringer Landtages vom 13. Dezember 2018 zum 1. Januar 2019 errichtet. Die Behörde übernahm die Aufgaben der Thüringer Thüringer Landesanstalt für Landwirtschaft, der sieben Landwirtschaftsämter, der Lehr- und Versuchsanstalt Gartenbau und der nicht für Flurbereinigung und Flurneuordnung zuständigen Teile der drei Ämter für Landentwicklung und Flurneuordnung.

## Organisation
Die Behörde ist eine dem Thüringer Ministerium für Wirtschaft, Landwirtschaft und Ländlichen Raum nachgeordnete obere Landesbehörde mit Hauptsitz in Jena.
Es gliedert sich in folgende fünf Abteilungen:
- Abteilung 1 – Zentralabteilung
- Abteilung 2 – Untersuchungswesen und Fachrechtskontrollen
- Abteilung 3 – Landwirtschaftliche Erzeugung, Gartenbau und Bildung
- Abteilung 4 – Ländliche Entwicklung, Agrarstruktur und Förderung
- Abteilung 5 – EU-Fonds und Agrarzahlungen [Interne Revision]